# Дамаскин (архиепископ Афинский)
Архиепи́скоп Дамаски́н (греч. Αρχιεπίσκοπος Δαμασκηνός, в миру Дими́триос Папандре́у, греч. Δημήτριος Παπανδρέου; 3 марта 1891, Дорвица (ныне — в номе Этолия и Акарнания) — 20 мая 1949, Афины, Греция) — греческий религиозный и государственный деятель. Епископ Элладской православной церкви, c 1941 года до своей кончины — Архиепископ Афинский и всея Эллады. Временный правитель («регент») Греции после вывода немецких оккупационных войск до возвращения короля Георга II в страну. Премьер-министр Греции (в октябре 1945 года). Праведник мира.

## Биография
Родился 3 марта 1891 года в Дорвице (Греция) в бедной семье. Окончил с отличием богословский и юридический факультеты Афинского университета.
В период Балканских войн 1912—1913 годов поступил добровольцем в греческую армию.
В 1917 года пострижен в монашество с наречение имени Дамаскин, рукоположён во диакона, затем во иерея. Некоторое время был управляющим канцелярией архиепископа Афинского.
В 1918 году по представлению архиепископа Афинского Мелетия (Метаксакиса) назначен игуменом монастыря в Пендели.
В это же время греческое правительство поручило архимандриту Димитрию подготовку текста «Уставной хартии Св. Горы Афонской». Одновременно по предложению архимандрита Димитрия и некоторых светских богословов для консолидации интеллектуальных и духовных сил Греции вокруг Церкви было образовано общество «Общеклировое единство» (Παγκληρικὴ Ενωσις).
В декабре 1922 года был рукоположён во епископа Коринфского.
Его попечением в Коринфе были отстроены новый храм апостола Павла, архиерейская резиденция, местная духовная школа была преобразована в семинарию, построены больница и вечерняя школа, учреждены братство милосердия и лекторий.
После мощного землетрясения 22-23 апреля 1928 года епископ Дамаскин организовал общество помощи пострадавшим. В поисках средств для восстановления города Дамаскин отправился в США, где в общинах греческих эмигрантов ему удалось собрать значительные суммы.
Епископу Дамаскину пришлось остаться в США, где Константинопольским патриархом на него были возложены функции патриаршего экзарха. Он активно включился в организацию православной греческой митрополии в Америке и в работу по преодолению раскола среди греческих общин и иерархии. В результате его действий греческие общины в США полностью перешли под юрисдикцию Константинопольского патриархата, несколько епископов, отказавшихся признать это решение, были переведены из США в Грецию в юрисдикцию Элладской церкви.
После смерти Афинского архиепископа Хризостома I 23 октября 1938 года митрополит Дамаскин, вернувшийся из США, рассматривался как один из наиболее вероятных кандидатов на престол Элладской церкви. Однако в результате давления на Священный Синод со стороны правительства генерала Иоанниса Метаксаса, против которого митрополит Дамаскин открыто выступал, вокруг выборов нового Афинского архиепископа сложилась конфликтная ситуация. Соперника митрополита Дамаскина — митрополита Трапезундского Хрисанфа (Филиппидиса) — открыто поддерживали правительство и официальная пресса.
5 ноября в ходе голосования членов Священного Синода митрополит Дамаскин получил 31 голос, Хрисанф — 30. Несмотря на результаты голосования и протесты со стороны членов Священного Синода, по указанию правительства «малый синод» на своём заседании 3 декабря 1938 года провозгласил Хрисанфа Афинским архиепископом. Это привело к расколу: 32 митрополита отказались признавать Хрисанфа, указывая на нарушения и подтасовки в ходе голосования. Митрополит Дамаскин был выслан в монастырь Пресвятой Богородицы Фанеромени на острове Саламин, затем переведён в Мегару.

### Предстоятель Церкви

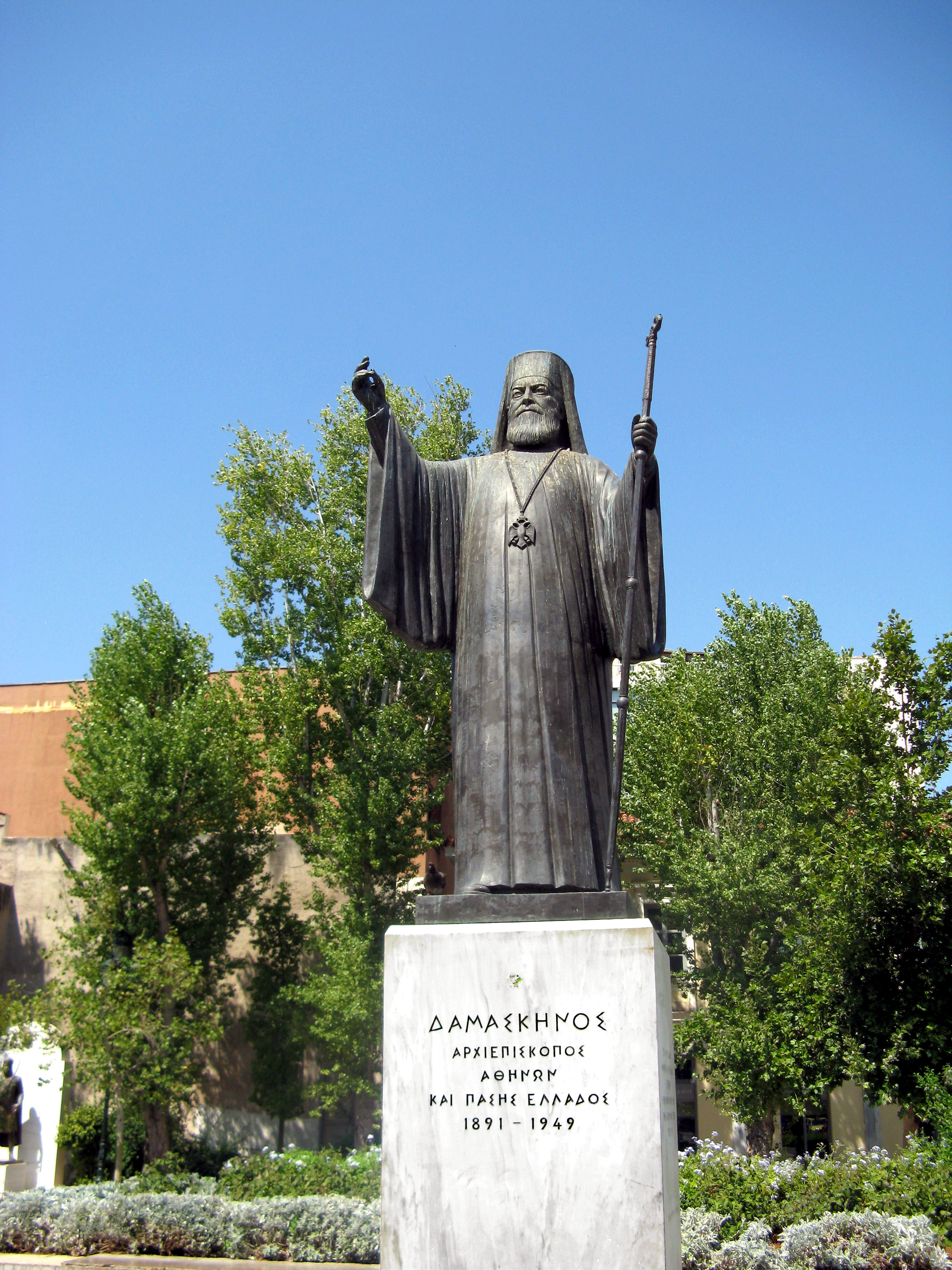
Статуя Дамаскина в Афинах.

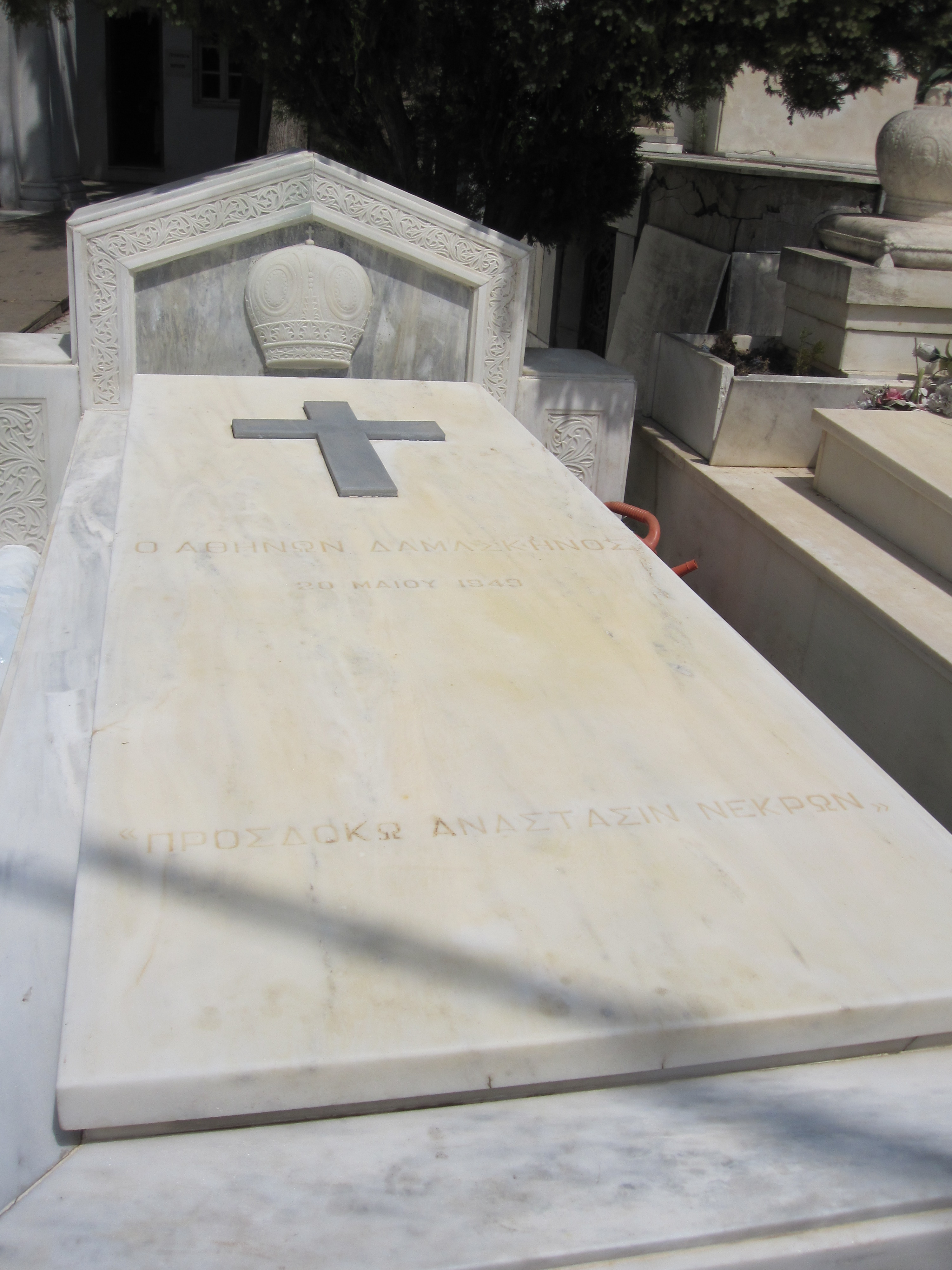
Гробница архиепископа на Первом афинском кладбище.

После оккупации Греции немецкими войсками в июне 1941 году архиепископ Хрисанф, отказавшийся сотрудничать с прогерманским коллаборационистским правительством Георгиса Цолакоглу, был низложен. 5 июля 1941 года Архиерейский Собор Элладской Церкви объявил выборы Хрисанфа недействительными и возвёл на архиепископский престол митрополита Дамаскина.
За период оккупации Греции Дамаскин не раз вступал в конфронтацию с немецкими оккупационными властями. Когда в 1943 году евреев Греции немцы стали отправлять в Освенцим, Дамаскин заявил, что расовая теория противоречит православию и традициям греческого народа, и дал православному духовенству негласное распоряжение снабжать евреев свидетельствами о крещении и укрывать преследуемых. Так было спасено около 1400 евреев.
Когда один из высших чинов гестапо стал угрожать Дамаскину расстрелом, то Дамаскин заявил ему, имея в виду Константипольского Патриарха Григория V: «Греческих религиозных лидеров не расстреливают, их вешают. Я прошу уважать эту традицию».
После освобождения Греции Дамаскин возглавил национальное правительство и стал регентом страны до возвращения в страну короля Георга. Тогда же в Греции начались столкновения между сторонниками монархии и коммунистами, перешедшие в полномасштабную гражданскую войну, Дамаскин призывал противоборствующие стороны к миру.
Указом вернувшегося в Грецию короля 28 сентября 1946 года Дамаскин был смещён с поста временного главы правительства, однако предстоятелем Элладской Церкви он оставался до самой смерти.
Скончался в Афинах 20 мая 1949 года. Погребён на Первом афинском кладбище.